# 藤木てるみ
藤木 てるみ（ふじき てるみ、1934年（昭和9年）12月11日 - ）は、日本の漫画家。男性。かつては本名の 藤木 輝美（ふじき てるみ）や「ふじき てるみ」名義で活動していた。ヘビースモーカーである。

## 人物
滋賀県犬上郡（現：彦根市地域）の出身で、先祖は彦根藩の藩士。
一向門徒衆と織田信長軍の闘いである石山合戦を藤木が描いて東本願寺出版部より出版された『石山軍記』は、「南無阿弥陀仏」と念仏を唱えながらの迫力の戦闘シーンが活写されている。また 「歎異抄十余ヶ国上洛のナゾを検証する」（2002年7月「大法輪」大法輪閣）という論文も執筆している。
少年時代にはディズニーアニメや手塚治虫の影響を受けて漫画家をめざすようになった。
市立佐和山国民学校（現：市立佐和山小学校）、市立東中学校、県立短大附属工業高校に入学し、理工学を専攻した。当時は学制がアメリカの影響を受け、彦根高等学校の1つの中に、東校舎（普通専攻）、西校舎（商業専攻）、南校舎（理工専攻）と専攻別に分かれた総合高校の形式だった。しかし学制は頻繁に変更されたため、卒業時の校名は滋賀県立短期大学附属工業高等学校と名称が変わっている。小・中学校の同級生に、田原総一朗がいる。
高校を卒業後、1954年（昭和29年）に上京し、貸本漫画からデビューした。横山光輝らが同期である。
以降は『おもしろブック』『りぼん』（集英社）や『少年』（光文社）、『痛快ブック』と『野球少年』（芳文社） など、複数の雑誌で作品を発表した。昭和の30年代から40年代前半は、集英社からの作品の発表が殆どである。当時の藤木の絵柄は手塚の影響があったが、次第に独自の絵柄に変貌した。1970年（昭和45年）前後になると、『ひみつシリーズ』や『伝記シリーズ』（学研）で学習漫画や歴史漫画を描くようになった。
藤木の描くギャグ漫画のユーモアセンスは、「ほんわか」と、しかし「鋭く」もあり、ユニバーサルであり、かつ「時代を先取り」したものが多い。その一方、少女漫画も描いている。「さよならパディ」は、花の精パディと画家タローとの愛、心の鏡を描く作品である。神が現れ、音楽が流れ天使が舞い、花が咲き誇るシーンがあり、愛をテーマに、古都を舞台にした心に残るエバーグリーンな美しい物語として描かれている。

## 作品リスト

### 一般作品
- 生きていた亡霊（読切）
- かちぐり君（「小学三年生」1956年6月号付録、小学館）
- がろうのさけび（「小学三年生」1966年12月号、小学館）
- とんまてんぐ（「コンちゃんのとんまてんぐ」著者：原作・花登筐　画・藤木輝美 　集英社）
- ハゲタン放浪記（「おもしろブック」1961年1月～9月連載、集英社；単行本は、きんらん社）
- ブルブル・ザ・キッド（読切）（「おもしろブック」1962年新年増刊号　1962年夏休み増刊号　集英社）
- アッタマ社長（「おもしろブック」1963年9月～1964年2月連載、集英社；単行本は、きんらん社）
- 北海の牙
- 竜の子太郎（「りぼん」カラーシリーズ14：原作・松谷みよ子、1964年6月号、集英社）
- 乱月夢之助
- 覆面選手
- 水戸の小天狗
- 土子泥之助
- スイッチくん（「おもしろブック」1959年3月～1960年10月連載、集英社）
- 魔の超特急
- 遊星仮面
- てなもんや三度笠（「おもしろブック」連載、集英社）
- ガポリア王と姫（「りぼん」1965年お正月大増刊、集英社）
- わたしのバロン（「りぼん」カラーシリーズ63：1968年7月号、集英社）
- やりくりアパート（「りぼん」1960年1月号、集英社）
- レストラン110番（「りぼん」、集英社）
- ノンちゃん劇団（「りぼん」、集英社）
- テコのおじさん（「りぼん」1961年夏増刊号、集英社）
- 谷間の花（「りぼん」1965年春休みまんが大増刊、集英社）
- さよならパディ（「りぼん」カラーシリーズ31：1965年11月号、集英社；単行本は、きんらん社）
- オカマのクロちゃん（「りぼん」1961年増刊号、集英社）
- ふたりのねがい」32P（「りぼん」1960年春増刊号、集英社）
- コロッケのおにいちゃん
- おかあさん（「りぼん」1964年8月号、集英社；単行本は、曙出版）
- 大きなアカちゃん（「りぼん」、集英社）
- 「フィフィとファイファイの物語」（「りぼん」、1966年　春休み増刊号 集英社）
- ガチョン兄弟　「こどもの光」（家の光協会）
- それいけ!まなぶ「こどもの光」（家の光協会）
- 星子（少年少女新聞社）
- おこりんぼ虫　ムカプン（毎日小学生新聞、毎日新聞社）
- 鮮血のアルプス（昌和漫画出版社）
- 弥次さん喜多さん（「世界名作絵物語全集」、1962年12月　集英社）
- 恐怖の怪盗（昭和31年7月10日発行　若木書房）

### 学習漫画・絵本など
- ひみつシリーズ（学研）
  - からだのひみつ
  - 植物のひみつ
  - いのちのひみつ
  - 地震のひみつ
  - ネコのひみつ
  - 天気100のひみつ
  - ロボットのひみつ
- 伝記シリーズ（学研）
  - とんちおしょう一休
  - 戦国の勝利者徳川家康（監修：桑田忠親）
  - 戦国の野生児織田信長（監修：桑田忠親）
  - まんが日本史事典1・2・3（監修：谷口五男、共同者：クニトシロウ、よこたとくお、堀江卓など）
- あけぼの入門百科クイズなぞなぞシリーズ（曙出版）
  - いじわるクイズ
  - ちえくらべ教室 : 学年別クイズ百科2年生[1]
  - チビッ子イタズラ教室
  - チビッ子クイズ党
  - なぞなぞ学園
  - みんなでチャレンジ理科クイズ
  - みんなでチャレンジ算数クイズ
- 絵本・その他
  - 母と子のチエあそび（梧桐書院）
  - なぞなぞうちゅう船（なぞなぞえほん、梧桐書院）
  - なぞなぞの虫とハテナくん（なぞなぞえほん1、梧桐書院）
  - なぞなぞお化け森（なぞなぞえほん2、梧桐書院）
  - ホットケーキがふってきた（岩崎書店）
  - なぞなぞあそび（岩崎書店）
  - かっぱの踊り - まんが物語（きんらん社）
  - ゲーム奇術大学 - まんが版入門百科（集英社）
  - かみなりごろちゃん「3年生の学習」（学研）
  - ゆうちゃんのふとん「講談社の絵本（昭和41年4月20日発行）」（講談社）
  - あかちゃんのてがみ「講談社の絵本114号（昭和38年7月発行）」（講談社）
  - 3びきのこぶた「講談社の絵本117号（昭和39年7月発行）」（講談社）
  - はなまつり（安井淡／文 藤木てるみ／絵 日本仏教保育協会編）

### 仏教マンガ伝記・論文など
- 一休漫画ばなし（1976年「大法輪」大法輪閣）
- 親鸞さま（法蔵館）
- れんにょさん（本願寺出版）
- 三味線ばあちゃん - ほんとうにあった念仏者の一生（原案：大谷一生、原作：林暁宇、真宗大谷派宗務所出版部）
- 妙好人源左さん - 仏教マンガ（2003年「大法輪」連載　大法輪閣、上・下：探究社）
- しんらん聖人（上・下：探究社）
- 光の人中村久子（2000年「大法輪」連載　大法輪閣、上・下巻：探究社）
- 「石山軍記」（原案・菊池祐恭 ､画・藤木輝美：東本願寺出版部）
- 「歎異抄十余ヶ国上洛のナゾを検証する」（2002年7月「大法輪」大法輪閣）